# Спиридон Ламброс
Спиридон Ламброс е гръцки историк и политик. Министър-председател на Гърция (27 септември 1916 г. — 21 април 1917 г.) по време на така наречената национална схизма. Като верен на краля заради ноемвриана е интерниран от привържениците на Елевтериос Венизелос на островите Хидра и Скопелос, където и умира.
Роден е през 1851 г. в град Корфу, Йонийска република. Син е на местния историк и нумизмат Павлос Ламброс. Според последни проучвания баща му е арумън от Каларити, преселил се на остров Корфу.
Спиридон Ламброс е професор по история и антична литература в Атинския университет. Известен е като основоположник на византинистиката в Гърция, издател на атонските архиви, съчиненията на Михаил Хониат, преоткривател и изследовател на хрониката на Монемвасия, с което възбужда отново духовете в гръцкото общество по темата "Средновековна Гърция". Автор на шесттомна история на Гърция (изд. 1886 – 1902 г.). 
Дъщеря му Лина Цалдари е гръцки политик.